# Кавецкая, Виктория Викторовна
Викто́рия Ви́кторовна Каве́цкая (пол. Wiktoria Kawecka; 3 марта 1875, Варшава, Царство Польское, Российская империя — 22 января 1929, Варшава, Польская Республика) — знаменитая дореволюционная польская артистка оперетты (сопрано), примадонна Варшавской оперетты.

## Биография

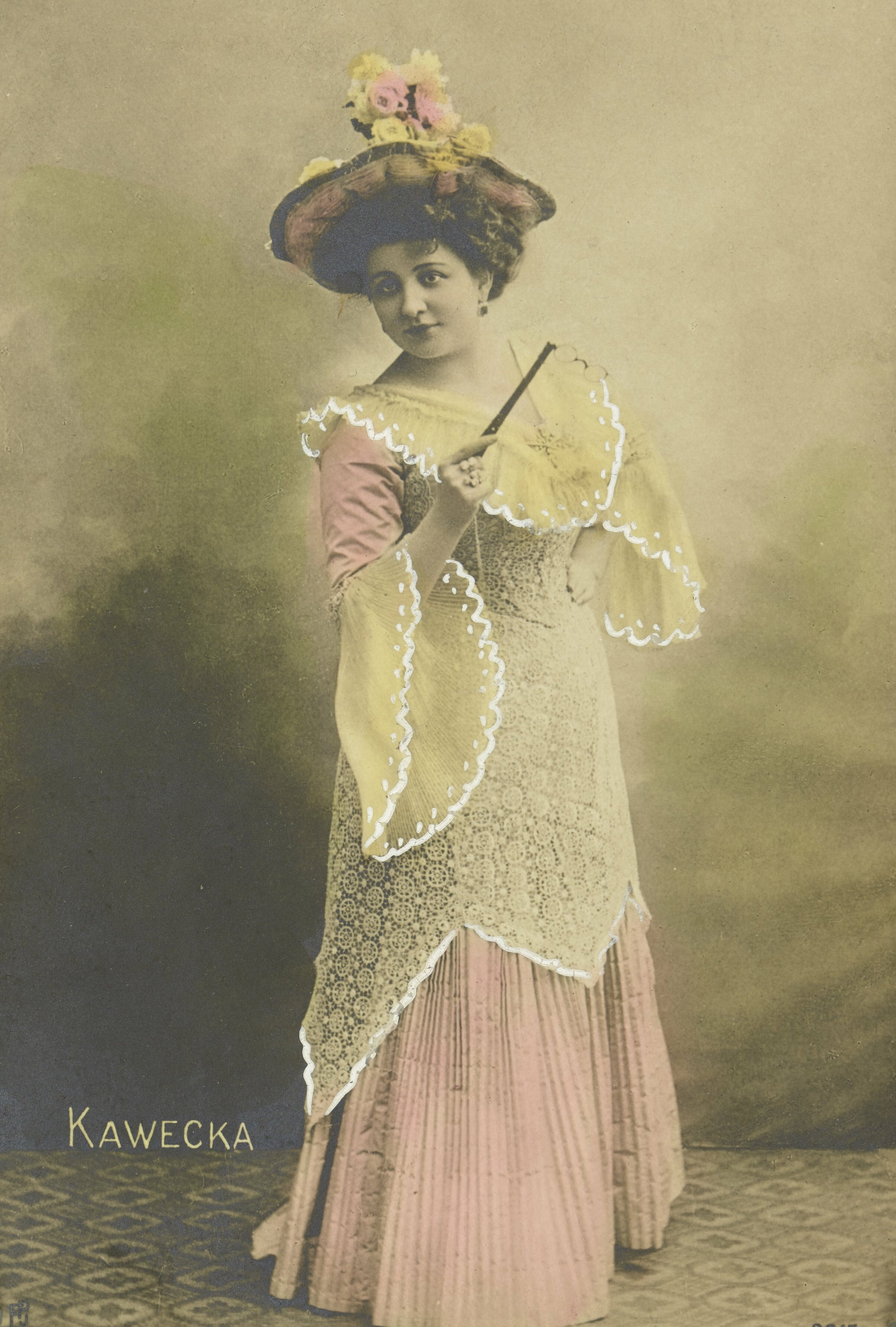
В. Кавецкая на художественной открытке. 1905 г.

Дочь сотрудника управления правительственных театров Варшавы. Начала петь довольно рано. Дебютировала в 1893 году в оперетте К. Миллёкера «Нищий студент». С 1898 года — солистка варшавской оперетты. С 1901 года выступала в театре «Новости» (Nowości) в Варшаве. Часто гастролировала в России, выступала на сценах Москвы, Киева, Харькова, Одессы.
С 1905 года работала в Санкт-Петербурге в театре «Буфф» и «Палас-театре», где исполняла главные роли на польском и русском языках. В 1913 году выступала в Лондоне в театре «Opera house». В 1915 году дебютировала на сцене Большого театра в Варшаве.

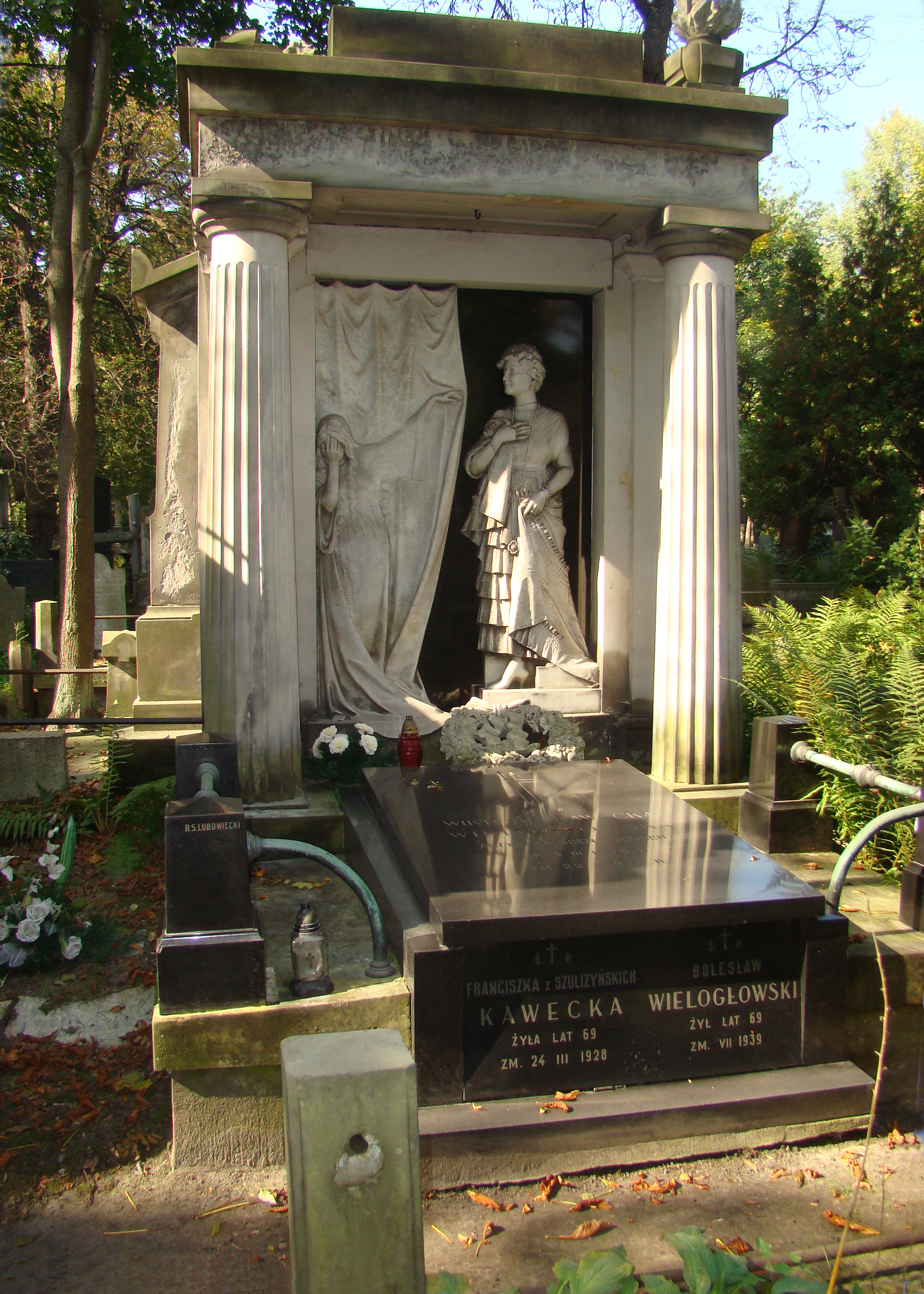
Могила В. Кавецкой на кладбище Старые Повонзки в Варшаве

С 1916 года выступала в театре «У Никитских ворот» в Москве.
После революции 1917 года выехала в Польшу, выступала в варшавском театре «Новости». В 1923 году выступала на сценах Бухареста, в 1924—1925 гг. — в Большом театре в Вильно, а с 1926 года — в варшавском театре Невяровской. В конце 20-х годов выступала в Ницце и Риге.
Обладала голосом серебристого, светлого тембра, музыкальностью; особенно привлекали в исполнении Кавецкой безупречная чистота интонации и богатство нюансировки.
Умерла от хронической болезни почек. Похоронена на кладбище Старые Повонзки в Варшаве.

## Избранные спектакли
- «Орфей в аду»
- «Гейша»
- «Цыганская любовь»
- «Королева бриллиантов»
- «Королевский карнавал»
- «Сила любви»
- «Прекрасная Елена»
- «Принцесса Илика»
- «Сладкая девушка»

## Жизнь вне сцены
В. Кавецкая любила путешествовать, играть в рулетку, ежегодно совершала поездки в Монте-Карло.
Современники звали её «Польским соловьём» и «Бриллиантовой королевой» из-за страсти к драгоценностям. В. Кавецкая, благодаря популярности, сделала большое состояние, имела большую коллекцию ювелирных изделий, в том числе бриллиантов. В обычае у богатых поклонников её таланта, было вложение драгоценностей в корзину цветов, после выступления. Один из преданных поклонников — кондитер Эдмунд Гвиздальский подарил актрисе новую виллу. На момент смерти В. Кавецкой её состояние оценивалось в пять миллионов злотых.

## Память
В 2004 году в честь Кавецкой была названа улица в варшавском районе Бялоленка.